# Sciaphilomastax decorata
Sciaphilomastax decorata är en insektsart som först beskrevs av Marius Descamps 1973.  Sciaphilomastax decorata ingår i släktet Sciaphilomastax och familjen Eumastacidae. Inga underarter finns listade i Catalogue of Life.